# Hotel Koryo
El Hotel Koryo (en chosŏn'gŭl, 고려호텔; en hancha, 高麗호텔; McCune-Reischauer, Koryŏ Hot'el), es el segundo hotel más grande operativo de Corea del Norte. Ubicado en Pionyang, el edificio está compuesto de dos torres es de 143 metros (469 pies) de altura y contiene 43 pisos. Erigido en 1985 bajo el gobierno de Kim Il-Sung, que estaba destinado a «mostrar la gloria y el poder de la RPDC».

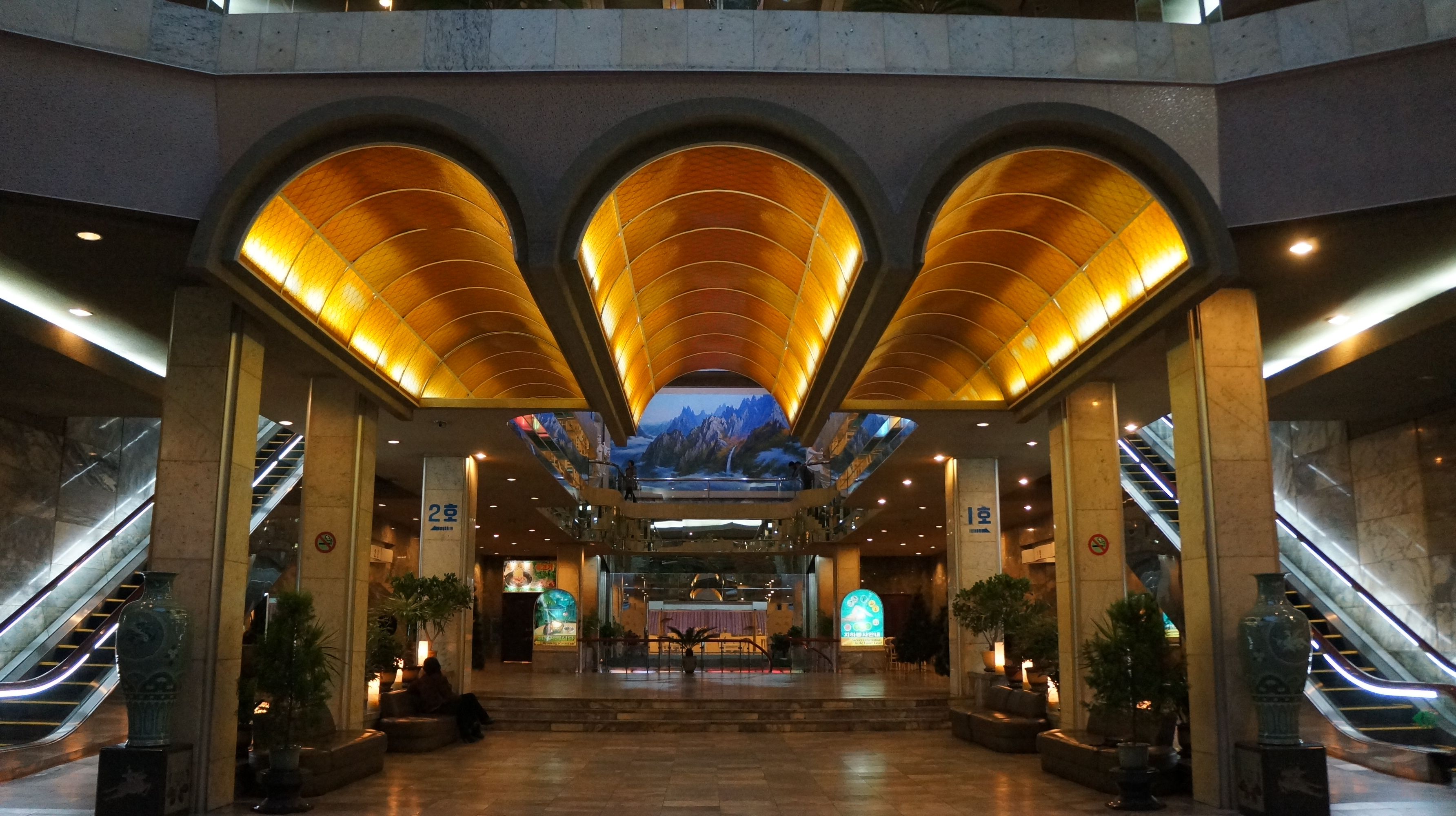
Interior del edificio.

La Extravagancia del hotel está ejemplificada en su entrada, la cual consiste en una boca de dragón de jade de 9 metros (30 pies) de ancho que conduce a un amplio vestíbulo dominado por un mosaico de símbolos culturales de Corea del Norte. Los mosaicos hacen uso de una amplia variedad de metales y piedras preciosas debajo de cristales de baja dispersión, que se reemplazan cada dos años para mantener el brillo del mosaico.